# NGC 512
NGC 512 (również PGC 5132 lub UGC 944) – galaktyka spiralna (Sab), znajdująca się w gwiazdozbiorze Andromedy. Odkrył ją John Herschel 17 listopada 1827 roku.